# Табурянский, Леопольд Иванович
Леопо́льд Ива́нович Табуря́нский (укр. Леопольд Іванович Табурянський, род. 22 июля 1940, Кривой Рог, Днепропетровская область) — украинский политический деятель.
Награждён медалью. Женат, имел двоих детей.

## Биография
Родился в семье рабочих, украинец.
В 1954 году поступил в Днепропетровский индустриальный техникум, выпустился в 1958 году, работал на руднике имени Ф. Э. Дзержинского в Кривом Роге. В 1959 году призван на службу в Советскую армию.
С 1962 года — электрослесарь, затем главный энергетик и заместитель директора рудника имени Коминтерна и имени Кирова. Получил два высших образования, окончив Криворожский горнорудный институт по специальности инженер-электрик и Киевский институт народного хозяйства имени Д. С. Коротченко по специальности инженер-экономист. С 1984 года живёт в Днепропетровске, где работал в Днепропетровском метизном производственном объединении, ЖЭКе Днепропетровского электровозостроительного завода, управлении «Днипрохарчлиспапирпостачсбут».
В 1985 году был исключён из рядов КПСС.
После начала в СССР перестройки создал в Днепропетровске первый на Украине производственный кооператив. В 1987 году Леопольд Табурянский избран президентом синдиката «Олимп» и ассоциации фермерских хозяйств «Сон».
На выборах в Верховный Совет УССР 4 марта 1990 года Леопольд Табурянский баллотировался как беспартийный кандидат, выдвинутый трудовым коллективом кооператива «Олимп» и избирателями жилого массива Червоный Камень города Днепропетровска. Избран депутатом Верховной рады Украины I созыва от Петровского (№ 82) избирательного округа в первом туре, набрав 64,05 % голосов (при 6 претендентах). В парламенте входил в оппозиционное объединение «Народная Рада» и Радикальную фракцию. Был членом Комиссии ВР Украины по вопросам планирования, бюджета, финансов и цен.
27 сентября 1991 года Леопольд Табурянский основал Народную партию Украины (в марте 1993 снята с регистрации), главой которой и стал. 1 декабря 1991 года Леопольд Табурянский участвовал в президентских выборах. На них он занял последнее место, набрав 182 713 голосов (0,57 %).
В 1992 году Леопольда Табурянского пытались сместить с поста президента «Олимпа», но коллектив этого не допустил. По результатам парламентских выборов 1994 года он не прошёл в парламент.
28 июня 1994 года был найден убитым младший сын Леопольда Табурянского — Руслан, в то время студент Киевского национального экономического университета. Первое следствие не дало никаких результатов и 20 апреля 1995 года дело было закрыто. 19 декабря 2000 года Генпрокуратура Украины отменила постановление о прекращении дела как вынесенное преждевременно и необоснованно. Позднее следствие трижды приостанавливалось и вновь возобновлялось по решению Генпрокуратуры, пока 15 сентября 2008 года дело не было закрыто.
В 1995 году Леопольд Табурянский возглавил днепропетровский комитет защиты прав обманутых вкладчиков. После ряда сильных ударов (убийства сына, снятия с регистрации Народной партии, поражения на парламентских выборах и т. д.) Табурянский отошёл на украинской политической сцене на второй план.
На прошедших 29 марта 1998 года парламентских выборах Леопольд Табурянский выступал в качестве независимого кандидата от 24-го избирательного округа. Он занял 6-е место из 17.
В конце 2000 — начале 2001 годов Леопольд Табурянский принимал активное участие в акциях протеста «Украина без Кучмы». 15 декабря 2000 года он вместе с некоторыми другими политическими деятелями, такими как Александр Мороз, подписал общую декларацию Гражданского комитета защиты конституции, который занимался координацией протестных действий «Украины без Кучмы». 13 января 2001 года Леопольд Табурянский возглавил днепропетровский областной отдел Гражданского комитета защиты конституции.
На прошедших 31 марта 2002 года парламентских выборах Леопольд Табурянский выступал в качестве независимого кандидата от 24-го избирательного округа. Он занял 3-е место из 8, получив 18 104 голосов (16,74 %).
13 ноября 2009 года Леопольд Табурянский, выступая как соучредитель ООО «Парус-3А» и технический руководитель проекта, на пресс-конференции в ИА «Время» презентовал проект строительства нового жилого района «Парус-3» в Днепропетровске в районе улиц Гидропарковой и Бр. Трофимовых. На площади 107,5 га планировалось возвести 1 274 395 m² жилья со всей инфраструктурой. Проект не удалось реализовать из-за позиции тогдашних губернатора Днепропетровской области А. Вилкула и мэра Днепропетровска И. Куличенко.
17 июня 2013 года Табурянский провёл в Днепропетровске в информагентстве «Мост-Днепр» презентацию своей книги «ГПУ», позиционируемое как «единственное документальное исследование некоторых преступлений, ежедневно и ежечасно совершаемых Генеральной прокуратурой Украины».